# Magnus Dahlström (mecenat)
Robert Magnus Dahlström (1859–1924) var en finländsk finansman och mecenat. Han var son till Carl Magnus Dahlström och Sofia Karolina Kingelin.
Han deltog i ledningen av handelshuset C.M. Dahlström och var verkställande direktör för Aura sockerbruk. Tillsammans med brodern Ernst Dahlström donerade han betydande summor för konstnärliga och allmännyttiga ändamål. Bland annat uppförde de Åbo konstmuseum och hade en betydande roll i grundandet av Åbo Akademi och Stiftelsen för Åbo Akademi. Magnus Dahlström tilldelades titeln kommerseråd 1904.

## Utmärkelser
- Kommendörstecknet av Finlands Vita Ros’ orden,  16 maj 1919[3]

[Redigera Wikidata]